# Kamaedzitca
Kamaedzitca – białoruski zespół wykonujący muzykę z gatunku folk metal, założony w 2002 roku. Teksty utworów grupy nawiązują do natury i pogańskich bóstw.

## Skład zespołu[2]
- Radan Luty – śpiew, flet, piszczałki
- Baruta Chorny – instrumenty klawiszowe, gitara elektryczna
- Baravit Vetran – gitara elektryczna
- Belyamir – gitara basowa
- Viedyaslav Liha – perkusja

## Dyskografia[2]
- 2003 Promo
- 2004 Demo
- 2004 Dzetci Lesa
- 2008 Pyarune
- 2011 Loyalty
- 2011 The Man of the Planet
- 2012 voiceless are your words